# Steve Cherundolo
Steven Emil Cherundolo (Rockford, 1979. február 19. –) amerikai válogatott labdarúgó, edző. 2022 óta a Los Angeles vezetőedzője.

## Sikerek

### Játékosként
Hannover 96
- 2. Bundesliga
  - Feljutó (1): 2001-02

Amerikai válogatott
- CONCACAF-aranykupa
  - Győztes (1): 2005

### Edzőként
Los Angeles
- MLS
  - Bajnok (1): 2022